# T-50金鷹式高級教練機

T-50金鷹（T-50 Golden Eagle; T-50 골든이글）式高級教練機，為超音速高級教練機，韓國航空宇宙產業（Korea Aerospace Industries，KAI）是本機研發計畫的主承包商，洛克希德·馬丁（Lockheed Martin）提供技術協助。
本機預計將用以取代現役鷹式Mk 67（Hawk 67）、T-38A鷹爪（Talon）及F-5B自由鬥士等轉換教練機的1款先導教練機（Lead-In Fighter Trainer，LIFT）；而由教練機型衍生的FA-50戰鬥攻擊機，將取代退居二線的F-5E/F老虎Ⅱ（Tiger II）戰鬥機。

## 歷史
代號KTX-2的研發計畫於1992年正式展開，基本構型構想在1995年初步確定，但就在本階段結束後，由於亞洲經濟金融風暴造成韓國經濟產生危機，使得研發計畫停滯。1996年，洛克希德·馬丁與三星公司簽署合作協議書，確定KTX-2計畫將繼續進行。
1997年KTX-2計畫進入全尺寸發展（Full-Scale Development，FSD）階段。同年7月，韓國政府同意負擔全部研發經費的70％，洛克希德·馬丁則出資17％，三星、大宇及現代等公司共同分攤剩餘的13％。
1998年KTX-2基本設計確定。1999年7月完成細部設計，同年10月，屬於國營事業的韓國航空宇宙產業成立，該公司是由三星、大宇及現代三家公司的航太部門合併而成。
2000年8月，風洞測試結束，展開首架原型機的組裝工程。2001年10月31日首架T-50原型機出廠。
2002年2月，韓國航空宇宙產業在新加坡亞洲航太展上對外公開其命名──「金鷹」（Golden Eagle），KTX-2A教練機型改編號為T-50，KTX-2B攻擊機型改編號為A-50。同年8月20日，韓國空軍首席試飛員趙光濟（Cho Gwang-Je，音譯）進行T-50教練機型的首次飛行。
2003年9月4日，四號原型機首飛，該機是A-50攻擊機的原型機。同年12月，韓國空軍宣佈採購50架T-50教練機與44架A-50攻擊機，合計94架，同時授予韓國航空宇宙產業第一批次25架T-50教練機的採購合約，其餘批次的採購合約於2003－2005年間陸續簽訂。
2004年6月，韓國監察院經過調查，發現韓國空軍和韓國航太工業公司向洛克希德·馬丁多支付8,000萬美元的技術轉移費和3,000萬美元的違約金，造成1.1億美元的財政損失，並追究韓國國防部內相關人士的責任。同年12月，首架量產型機於現代重工公司飛機裝配廠開始進行組裝。
2005年8月，首架T-50教練機量產機正式出廠。同年10月，韓國航空宇宙產業開始逐架運交T-50教練機給韓國空軍，用以成立作戰轉換單位（Operation Conversion Unit，OCU）。
2006年1月，T-50教練機量產機正式移交韓國空軍，進入作戰序列擔負戰備任務。至同年12月底，共運交10架T-50給韓國空軍，2007年起將以每個月1架的速度進行量產與交機。

## 設計

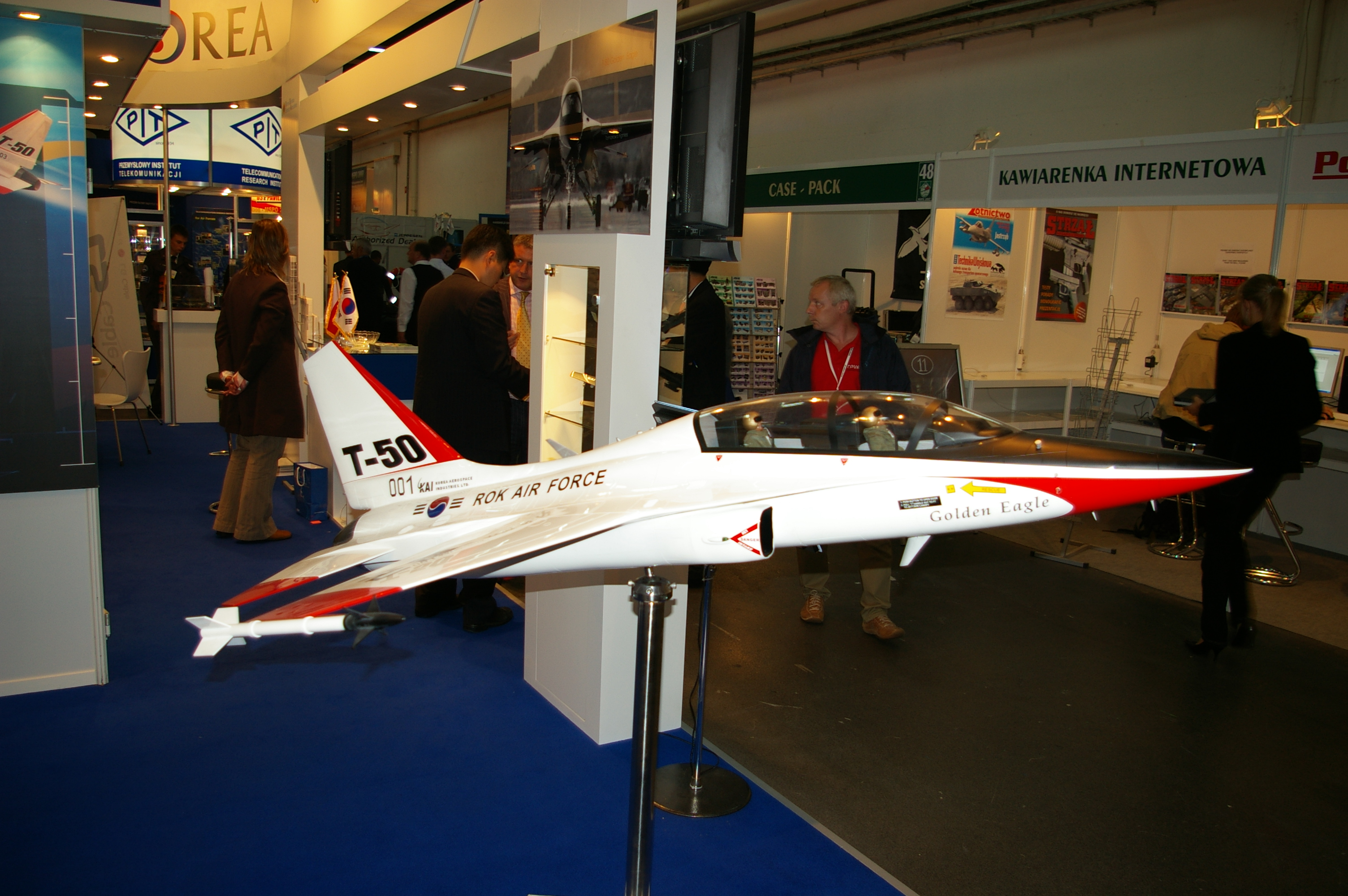
金鷹式模型

T-50教練機整體構型設計以洛克希德·馬丁F-16戰隼（Fighting Falcon）式戰鬥機為基礎，但重量和尺寸分別為後者的70％和80％，結構及次系統有70~80％的共通性。
座艙為縱列雙座設計，後座較前坐高50公分，座椅採英國馬丁·貝克（Martin Baker）公司發展的MK KR16K 0/0彈射椅。機體表面設置有維修進手孔，各次系統並裝置自動檢測和內置式測試系統，以便利檢修作業進行。飛行控制系統採用數位式線傳飛控（fly-by-wire，FBW）系統，座艙內採側邊操縱桿設計，裝設手置節流閥及操縱桿（HOTAS），前後座均可獨立操控。
機體設計負荷正8至負3G，操作壽限8,000小時。機內設有7具油箱，其中5具在機體，2具在主翼根部，可容納2,655公升燃油，機腹及主翼下方可選擇加掛最多3具570公升副油箱。
航電系統包括漢寧威（Honeywell）公司的H-764G全球定位（GPS）／慣性導航系統（INS）和HG9550雷達高度計（Radar Altimeter）、洛克威爾·柯林斯公司（Rockwell Collins）的VIR-130A全向導航儀／儀降系統（VOR/ILS）和AN/ARN-153V先進戰術導航儀（Advanced Digital TACAN）。教練機型的T-50未配備射控雷達，但攻擊機型的A-50則加裝1具洛克希德馬丁公司的AN/APG-67(V)4脈衝都卜勒X波段多模式雷達。
T-50教練機採用1具奇異（GE）（通用）公司生產、配備全權數位引擎控制（Full Authority Digital Engine Control，FADEC）系統的F404-GE-102渦輪扇發動機。該型發動機由F404-GE-100渦輪扇發動機（原是為F-20虎鯊式戰鬥機發展）修改而來，最大後燃推力為17,700磅（78.7 kN），壓縮比26，旁通比0.29，推重比7.76。
由於韓國曾邀請台灣漢翔航空工業工程人員協助專案管理及顧問工作，且與美國合作公司相同，T-50金鷹式高級教練機與F-CK-1經國號戰鬥機外型類似，因此被不明就裡的台灣網友戲稱為「經國號高級山寨機」或是「緯國號」（蔣緯國將軍）。

## 武器系統

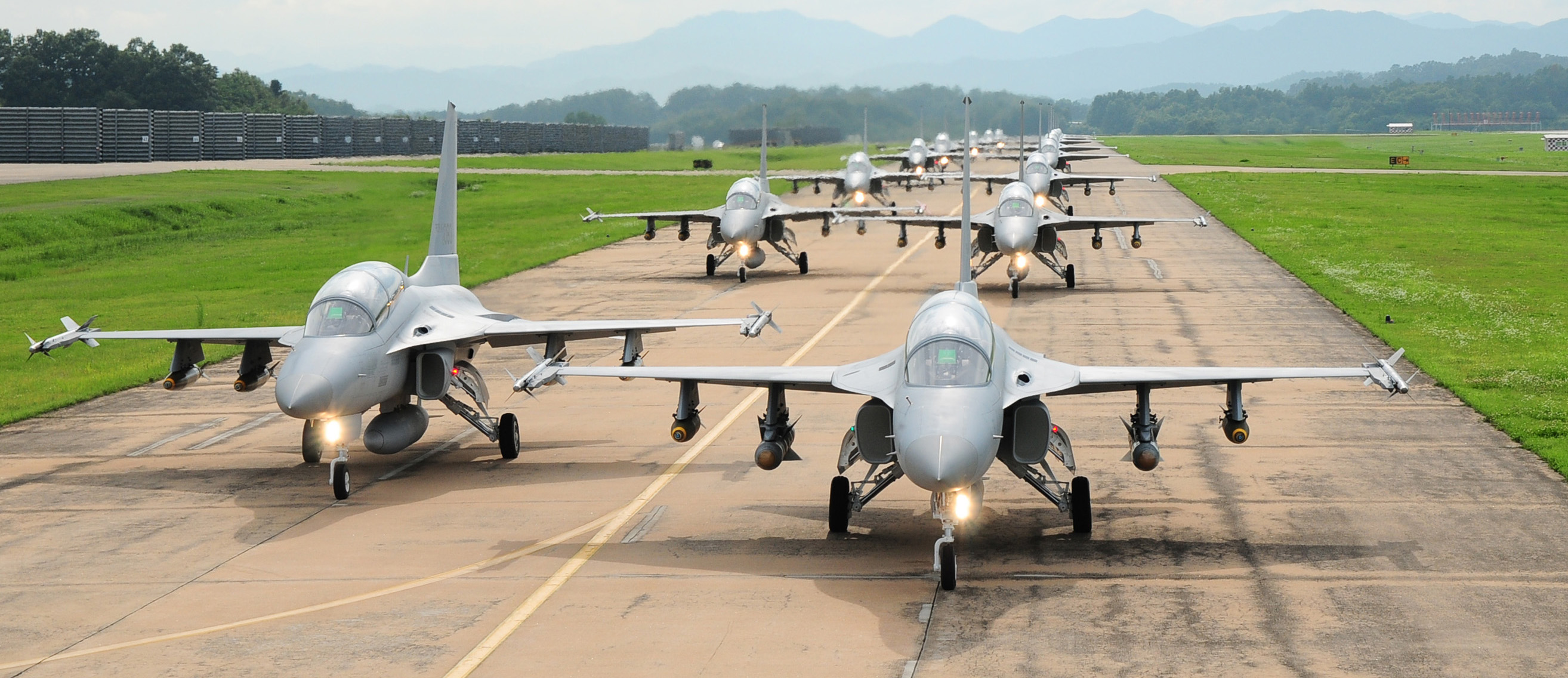
掛載武器的T-50

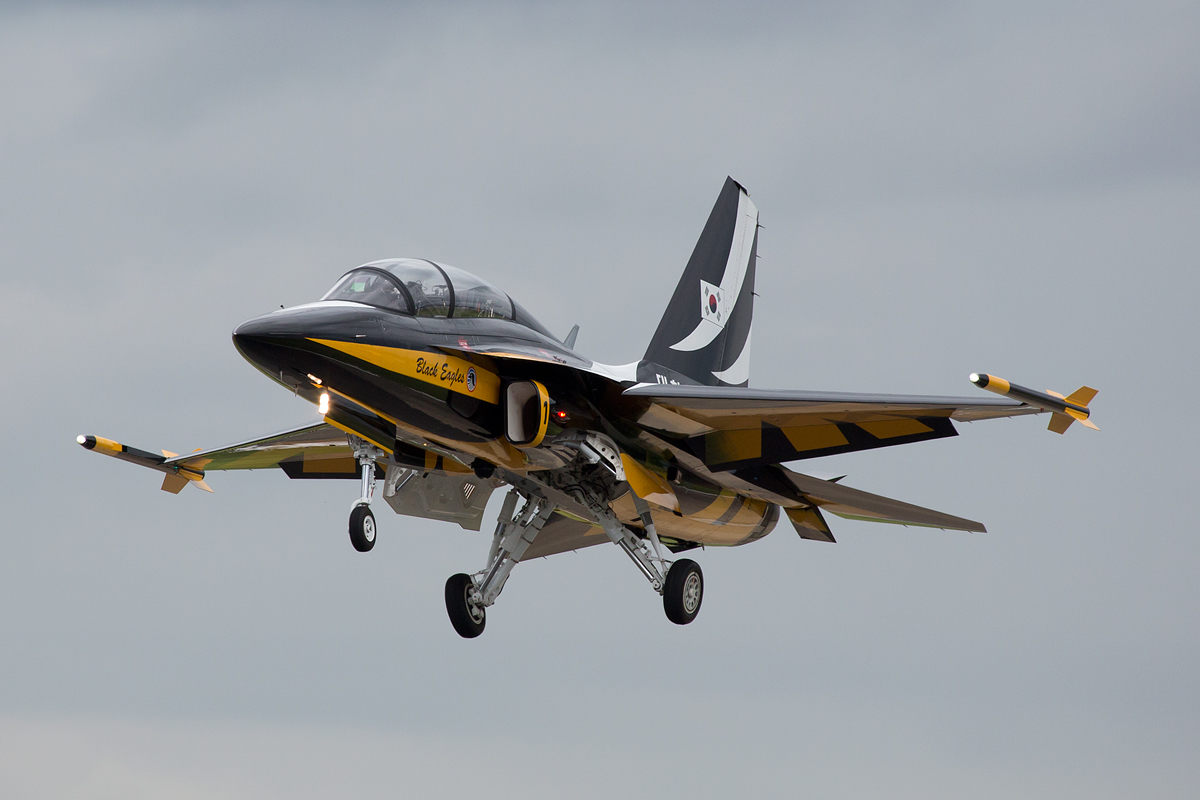
韩国黑鹰飞行表演队使用的T-50金鹰式高级教练机

T-50教練機裝有1門通用电气（GE）公司M61A1 20公釐六管旋轉式機砲，射速3,000發/分，備彈208發。本機任務在配合模擬器與實際飛行訓練，執行戰鬥機先導訓練任務，以使飛行員在未來順利銜接如F-16、F-15、飆風（Rafale）、F-22、F-35等先進戰機，故未配備射控雷達。
戰時可掛載AIM-9響尾蛇式短程空對空飛彈、Mk 80系列低阻力通用炸彈等各式武器，作為輕型攻擊機使用。

## 系列機型
- T-50 – 大韓民國空軍的雙座高級噴射教練機
  - T-50B – 大韓民國空軍黑鷹飛行表演隊的表演機
  - T-50I – 印尼空軍的版本
  - T-50TH – 泰國皇家空軍的版本
- TA-50 – 戰術先導教練機，TA-50戰術先導教練機由T-50教練機衍生而來，機體尺寸、武裝、發動機、座艙配置與航電和飛控系統均與前者相同，但兩者的最大差異在於TA-50加裝1具洛克希德馬丁公司AN/APG-67(V)4脈衝都卜勒X波段多模式雷達。APG-67雷達原為F-20虎鯊式戰鬥機發展，因F-20研發計畫取消而未進入美軍服役；而另一衍生型GD-53雷達，則為中華民國空軍F-CK-1經國號戰鬥機所採用。APG-67(V)4雷達的搜索距離為150公里，能同時追蹤10個目標，並攻擊其中2個。雷達系統採線上可抽換單元（LRU）設計，體積0.054立方公尺，重量73公斤，平均故障間隔（MTBF）時間350小時。武裝方面可攜掛2枚AIM-9響尾蛇短程對空飛彈，及視任務內容分別掛載9枚Mk82 500磅（227公斤）、3枚Mk83 1,000磅（454公斤）或3枚Mk84 2,000磅（908公斤）炸彈，或6枚AGM-65小牛（Maverick）式空對地飛彈。
- FA-50 – 輕型攻擊機(原先稱為A-50)
  - FA-50PH – 菲律賓空軍的版本
  - T-50IQ – 伊拉克空軍FA-50的版本
  - T50A – 競標美國空軍T-X 教練機計畫的版本(以FA-50改裝)
  - FA-50GF – 波蘭空軍第一批12架的版本
  - FA-50PL – 波蘭空軍第二批36架的版本
- F-50 – 單座多用途戰鬥機

## 服役國家
- 大韓民國

  - 大韓民國空軍：50架T-50、10架T-50B、22架TA-50[13][14]。

- 波蘭
  - 波兰空军：12架FA-50GF，36架FA-50PL[15]

- 伊拉克
  - 伊拉克空軍：24架T-50IQ（衍生型FA-50战斗攻击机的特製版本[16]）

- 印度尼西亞
  - 印尼空軍：22架T-50I[17]。

- 马来西亚
  - 馬來西亞皇家空軍：馬來西亞皇家空軍以9億2千萬美元在第一階段的輕戰機/部教機計劃購買18架韓國航太的FA-50 Block 20，由於馬來西亞有空中加油方面的特別要求，韓國航空宇宙產業將會為其購買的FA-50追加軟管空中加油能力。[18]

- 泰國
  - 泰國皇家空軍：已經訂購12架T-50TH[19]，另外還會再添購2架同型機[20]。

- 菲律賓
  - 菲律賓空軍：菲律賓在2014年3月與韓國簽訂採購合約，以總價189億披索（約新臺幣128億5000萬元）採購12架韓國航空宇宙產業生產的FA-50PH戰機[21]，菲律賓的FA-50PH搭載IAI的EL/M-2032脈衝多普勒雷達。

### 潛在客戶
- 埃及
  - 埃及空軍：據埃及駐韓國大使稱，採購FA-50的談判已接近尾聲，預計先採購36架，由韓國航空宇宙產業生產，隨後將建立本土生產體系，最終採購數量增至100架。

## T-50諸元

### 基本規格
- 飛行員：2名
- 全長：13.14 m（43 ft 1 in）
- 翼展：9.17 m（30 ft 1 in）
- 高度：4.78 m（15 ft 8.25 in）
- 空重：6,441 kg（14,200 lb）
- 最大起飛重：11,985 kg（26,400 lb）
- 發動機：1具奇異航空（GE Aviation）F404-GE-102渦輪扇發動機，軍用推力11,000磅（48.9 kN），最大後燃推力17,000 lbf（78.7 kN）

### 性能
- 極速：1.5+Mach
- 航程：1,851 km（1,150 mi）
- 升限：14,630 m（48,000 ft）
- 爬升率：198 m/s（39,000 ft/min）
- G力極限：+8G/-3G

### 武裝
- 機炮：1門M61火神機炮
- 飛彈：2枚AIM-9響尾蛇（Sidewinder）短程空對空飛彈、6枚AGM-65小牛（Maverick）空對地飛彈
- 炸彈：5枚CBU-58集束炸彈、9枚Mk 82 500磅低阻力通用炸彈、3枚Mk 83 1,000磅低阻力通用炸彈、3枚Mk 84 2,000磅低阻力通用炸彈或9枚Mk 20石眼式集束炸彈
- 火箭彈：九頭蛇70航空火箭彈

## 世界各國與「T-50金鷹」同屬第五代高級噴射教練機的機型
- T-BE5A高級教練機── 中華民國
- L15獵鷹── 中华人民共和国
- 噴射自由鳥── 土耳其
- Yak-130── 俄羅斯
- M 346大師── 義大利
- T-7紅鷹教練機── 美国／ 瑞典

## 參閲
- FA-50戰鷹
- 黑鷹飛行表演隊

## 外部連結
- Korean（页面存档备份，存于）
- Deagel on T-50
- Lockheed Martin photo gallery[永久]
- "F/A-50 light combat aircraft project still on hold"，Flight International, 22 October 2007.